# Episodi de I fantasmi di casa Hathaway (prima stagione)
La prima stagione della serie televisiva I fantasmi di casa Hathaway è stata trasmessa in prima visione assoluta negli Stati Uniti sul canale Nickelodeon dal 13 luglio 2013 al 31 maggio 2014. In Italia, la stagione è andata in onda su Nickelodeon dal 2 dicembre 2013 al 30 agosto 2014.
| nº | codice di prod. | Titolo originale     | Titolo italiano              | Prima TV USA      | Prima TV Italia |
| -- | --------------- | -------------------- | ---------------------------- | ----------------- | --------------- |
| 1  | 101             | Pilot                | Una casa per due famiglie    | 13 luglio 2013    | 2 dicembre 2013 |
| 2  | 102             | Haunted Sleepover    | Un pauroso pigiama party     | 20 luglio 2013    | 2 dicembre 2013 |
| 3  | 103             | Haunted Science Fair | La mostra delle scienze      | 27 luglio 2013    | 3 dicembre 2013 |
| 4  | 105             | Haunted Kids         | Scambio di figli             | 3 agosto 2013     | 4 dicembre 2013 |
| 5  | 104             | Haunted Volleyball   | Pallavolo coi fantasmi       | 10 agosto 2013    | 5 dicembre 2013 |
| 6  | 108             | Haunted Babysitter   | Il babysitter fantasma       | 14 settembre 2013 | 19 marzo 2014   |
| 7  | 106             | Haunted Doll         | Louie e Tammy                | 21 settembre 2013 | 17 marzo 2014   |
| 8  | 107             | Haunted Dog          | Il cane fantasma             | 28 settembre 2013 | 18 marzo 2014   |
| 9  | 111             | Haunted Play         | Un talento innato            | 5 ottobre 2013    | 20 marzo 2014   |
| 10 | 112             | Haunted Interview    | L'intervista magica          | 12 ottobre 2013   | 21 marzo 2014   |
| 11 | 116             | Haunted Halloween    | Halloween a casa Hathaway    | 19 ottobre 2013   | 24 marzo 2014   |
| 12 | 114             | Haunted Principal    | A cena col preside           | 2 novembre 2013   | 10 giugno 2014  |
| 13 | 115             | Haunted Cookie Jar   | La biscottiera di Michelle   | 9 novembre 2013   | 11 giugno 2014  |
| 14 | 117             | Haunted Camping      | In campeggio coi fantasmi    | 16 novembre 2013  | 12 giugno 2014  |
| 15 | 120             | Haunted Boat         | Il battello fantasma         | 23 novembre 2013  | 13 giugno 2014  |
| 16 | 109             | Haunted Bakery       | La pasticceria stregata      | 30 novembre 2013  | 9 giugno 2014   |
| 17 | 118             | Haunted Brothers     | Il fratello che vorrei       | 4 gennaio 2014    | 20 agosto 2014  |
| 18 | 113             | Haunted Prank        | Operazione: fattorino        | 11 gennaio 2014   | 19 agosto 2014  |
| 19 | 110             | Haunted Crushing     | La divina Frankini           | 8 febbraio 2014   | 18 agosto 2014  |
| 20 | 119             | Haunted Visitor      | L'ospite inatteso            | 15 febbraio 2014  | 21 agosto 2014  |
| 21 | 121             | Haunted Secret Agent | Agente segreto Ray           | 22 marzo 2014     | 22 agosto 2014  |
| 22 | 122             | Haunted Bowling      | Il fantasma del bowling      | 12 aprile 2014    | 26 agosto 2014  |
| 23 | 123             | Haunted Boo Crew     | Il club dei giovani fantasmi | 26 aprile 2014    | 27 agosto 2014  |
| 24 | 125             | Haunted Viking       | Il vichingo fantasma         | 17 maggio 2014    | 29 agosto 2014  |
| 25 | 124             | Haunted Duel         | Duello fantasma              | 17 maggio 2014    | 28 agosto 2014  |
| 26 | 126             | Haunted Voodoo       | Fantasma voodoo              | 31 maggio 2014    | 30 agosto 2014  |

## Una casa per due famiglie

### Trama
Le Hathaway, famiglia formata dalla pasticcera Michelle e le sue due figlie (Taylor la sorella maggiore e la più piccola, Frankie) lasciano New York in seguito al divorzio di Michelle. Le Hathaway si trasferiscono a New Orleans con l'intento di fare della loro nuova casa anche la sede dell'attività di Michelle: una pasticceria chiamata "Torte al quadrato". Taylor non manca di rinfacciare alla madre i sacrifici che ha fatto a causa del trasferimento, infatti lei è una brava ginnasta e ciò la rendeva molto popolare nella sua vecchia scuola, mentre ora si è trasferita in una città dove non conosce nessuno. Le cose prendono una piega positiva quando una ragazza nota il talento di Taylor come ginnasta, proponendole di conoscere le ragazze della squadra del liceo locale unendosi di fatto nel team. Purtroppo ciò che le Hathaway ignorano e che la loro residenza è infestata dagli spettri, ovvero i Preston: il sassofonista Ray, e i suoi due figli, Miles e suo fratello più piccolo, Louie. Dato che è consuetudine che i fantasmi terrorizzino gli umani cacciandoli via dalle loro case, Ray e Louie si adoperano per terrorizzare le Hathaway, Miles però, che diversamente dagli altri fantasmi non prova nessuna soddisfazione nell'incutere terrore, vorrebbe farsele amiche. Louie, essendo un giovane fantasma pasticcione, non riesce a terrorizzare Frankie, che invece è entusiasta all'idea che la loro nuova casa sia infestata. Ray invece riesce a spaventare il critico culinario Clay Bannister che era andato alla pasticceria per una valutazione, mettendo così Michelle in una brutta posizione. Inutili sono i tentativi di Miles di fare amicizia con Taylor che è troppo spaventata dalla sua presenza, Michelle invece non potendo tollerare i comportamenti dei Preston, si rivolge a Madame Lebeuf, una mistica che dovrà bandire i fantasmi dall'abitazione. Le ragazze della squadra di atletica vanno alla pasticceria per conoscere Taylor, desiderose di vedere come se la cava, ma la ragazza fa una brutta figura a causa della cera con cui Miles aveva ripassato il pavimento nonostante volesse solo aiutarla con le pulizie. Proprio quando le possibilità di Taylor di entrare nella squadra sembravano ormai finite, Miles prende possesso di lei facendole fare delle acrobazie notevoli, ottenendo il consenso delle altre ragazze. Taylor ringrazia sentitamente Miles avendo capito che sono uguali, perché entrambi vogliono solo farsi nuovi amici, ma proprio in quel momento Madame Lebeuf, usando la magia della sua sfera di cristallo, si appresta a bandire i Preston dalla casa. Taylor, la quale afferma che ormai lei a Miles sono amici, fa capire a sua madre che i Preston in fondo non sono cattivi e le chiede di avere fiducia in lei, poi la ragazza salva i Preston rompendo la sfera di cristallo. Michelle decide di dare una possibilità ai fantasmi, e anche i Preston concordano sul fatto che non c'è nulla di male a provare questa insolita convivenza tra le due famiglie che da adesso condivideranno la stessa casa.

## Un pauroso pigiama party

### Trama
Taylor ormai si è guadagnata la simpatia di tutti i membri della squadra di atletica, ma viene esortata a organizzare un pigiama party a casa sua essendo una tradizione per le nuove arrivate. Taylor teme che i Preston possano causare dei problemi, ma Miles le spiega che nessuno oltre alle Hathaway può vederli, dato che loro sono le residenti della casa infestata, mentre Ray promette che non faranno nessuno scherzo alle sue amiche. Miles vorrebbe prendere parte al pigiama party, e benché Taylor non sia d'accordo Michelle la convince a cambiare idea spiegandole che deve imparare a essere più flessibile con i compromessi ora che dividono la casa con i Preston. Frankie e Louie però non sono contenti, la prima è stata privata dalla sorella della possibilità di dormire nella camera da letto più grande, mentre Louie non accetta di buon grado di convivere con le Hathaway dato che a causa loro non può esercitarsi a dovere nell'infestare. Frankie lo convince ad aiutarla a terrorizzare le amiche di Taylor spiegandogli che essendo loro i più piccoli delle rispettive famiglie, devono fare fronte comune per non farsi mettere in piedi in testa. Taylor tutto sommato si diverte al pigiama party con Miles e le ragazze, ma i maldestri tentativi di Louie di spaventare le invitate rischiano di rovinare tutto, fortunatamente Miles risolve la situazione, benché Michelle senza volerlo, vittima di uno scherzo di Louie, spaventa le amiche di Taylor che scappano via da casa sua. Tutto comunque si risolve per il meglio, infatti a dispetto di tutto le ragazze si sono divertite al pigiama party che ha riscosso successo che è valso a Taylor il titolo ufficiale di membro della squadra di atletica del liceo, e Taylor ringrazia Miles riconoscendo che senza il suo aiuto le cose non sarebbero andate bene, inoltre la ragazza decide di dare a Frankie la camera da letto più grande.

## La mostra delle scienze

### Trama
La squadra di atletica di Taylor non riscuote successo a causa delle loro divise, infatti è ora di sostituirle con delle nuove, ma non ci sono i fondi. A Taylor viene in mente un'idea: vincere il premio in denaro della mostra delle scienze avvalendosi dell'aiuto dei poteri di fantasma di Miles. Michelle non approva nella maniera più assoluta che sua figlia imbrogli pur di vincere imponendo la regola che i Preston non dovranno più aiutarle, trovando l'appoggio di Ray che fa capire a Taylor che non è corretto ottenere qualcosa usando sempre delle scorciatoie. Ormai Taylor non può più tirarsi indietro dato che ha già promesso alle sue amiche che vincerà la mostra delle scienze, quindi decide di costruire un sistema solare in miniatura che girerà con un sistema rotatorio alimentato a patate, riuscendo nell'impresa. Louie è geloso di Frankie dato che suo padre si diverte più con lei che con il figlio, dato che è molto più brava di Louie a spaventare la gente. Miles fa capire a Frankie che suo fratello vuole solo rendere Ray orgoglioso di lui. Michelle, intenta a migliorare il sistema solare della figlia, lo rovina. Per evitare che se ne accorga, chiede a Miles di usare i suoi poteri per far vincere a Taylor la mostra delle scienze, ma lui si rifiuta di violare la regola che la stessa Michelle aveva imposto. La donna quindi chiede aiuto a Louie che è euforico all'idea di poter finalmente usare i suoi poteri, infatti alla mostra delle scienze è Louie a far roteare il sistema solare di Taylor con la sua magia, ma Miles mette in guardia Michelle spiegandole che suo fratello è ancora un fantasma inesperto non bravo nel controllare i suoi poteri. Infatti la situazione degenera e Louie, senza volerlo, crea un disastro spaventando i presenti e distruggendo il sistema solare di Taylor facendole perdere la mostra. Michelle confessa la verità a sua figlia, quindi essendo sfumata la possibilità di vincere il premio in denaro Michelle è costretta lei stessa a cucire le nuove divise della squadra. Frankie informa Ray di ciò che ha fatto Louie terrorizzando tutte le persone alla mostra delle scienze, e Ray si dimostra soddisfatto di suo figlio, infine Louie ringrazia Frankie.

## Scambio di figli

### Trama
Ray fa fatica a gestire Miles e Louie dato che combinano sempre dei guai a causa del loro desiderio di sempre competere l'uno con l'altro, anche Michelle ha dei problemi con Taylor e Frankie dato che entrambe vorrebbero usare i due biglietti vinti alla radio per andare al concerto di una boy-band con delle amiche. Dato che sia Michelle che Ray si sono vantati di saper gestire queste situazioni a livello genitoriale l'una meglio dell'altro, decidono di "scambiarsi" i figli, dunque Ray dovrà aiutare Taylor e Frankie a risolvere la faccenda dei biglietti mentre Michelle dovrà insegnare a Miles e Louie a non essere sempre competitivi. Ray propone alle due ragazze di andare insieme al concerto invece che con delle amiche, ma entrambe fanno man bassa, tutte e due infatti volevano portare la propria amica al concerto escludendo la sorella. Ray alla fine dà fuoco ai biglietti ritenendo che nessuna delle due ha meritato di averli, infine Taylor e Frankie capiscono che probabilmente avrebbero fatto meglio ad ascoltare il consiglio di Ray andandoci insieme, ma il fantasma rivela di averle prese in giro, infatti i biglietti sono ancora intatti, e questo fa infuriare Taylor e Frankie dato che si sentono prese in giro. Intanto Michelle fa farcire i biscotti a Miles e Louie che però, mettendosi ancora una volta in competizione, distruggono i biscotti, e come se non bastasse rovinano la torta che lei aveva preparato per un ricevimento nuziale. Alla presentazione della torta Miles e Louie (sentendosi in colpa per come si sono comportati) usano la glassa per scrivere sulla torta "ci dispiace" e benché Michelle abbia perso i suoi clienti è commossa dalla gentilezza dei due ragazzi. Alla fine Taylor e Frankie vanno al concerto insieme, accompagnate da Ray, e tutti e tre si sono divertiti, e anche Michelle che gioca a football con Miles e Louie.

## Pallavolo coi fantasmi

### Trama
Ray dà una mano a Louie con le possessioni da fantasma, contemporaneamente Michelle rimprovera Frankie che ha saltato con una scusa gli allenamenti di pallavolo, infatti lei non essendo molto portata per lo sport ne è intimorita, quindi Ray decide di unire l'utile al dilettevole facendo sì che Louie prenda possesso di Frankie durante la partita di pallavolo, così con i suoi poteri aiuterà Frankie a vincere e lui farà pratica con le possessioni. Taylor porta a casa un suo compagno di scuola, James, per una ricerca su George Washington, e Miles ha modo di conoscerlo scoprendo con suo grande stupore che James può vederlo. Miles capisce che James ha "il dono" ovvero la capacità di vedere i fantasmi, questa è la prima volta che incontra qualcuno che ne è in possesso, ma comprende pure che James non ha coscienza di avere il dono e che non ha capito che Miles è un fantasma, quindi si spaccia per il cugino di Taylor. Durante la partita di pallavolo Ray permette a Louie di prendere possesso di Frankie facendole fare delle prestazioni incredibili che consentono alla squadra di vincere, Michelle comunque non ci mette molto a capire che è stato Louie in realtà a giocare prendendo possesso della figlia e benché all'inizio non fosse d'accordo con l'imbroglio, cambia idea quando la cosa le fa guadagnare popolarità tra le altre madri. Miles e James vanno molto d'accordo, infatti hanno tanto in comune come la passione per le arti marziali, ma Taylor non approva che loro siano amici temendo che James scopra il segreto. Miles le ricorda che quando era lei ad avere dei problemi nel farsi nuove amicizie lui la aiutò, e adesso è Miles che vorrebbe farsi un nuovo amico, infatti vorrebbe semplicemente essere un ragazzo normale. Frankie è felicissima per la vittoria, ma Ray le spiega che è stato un caso isolato e che Louie non prenderà più possesso di lei, e che lo ha fatto solo per darle sicurezza, infatti Ray è convinto che Frankie possa farcela anche senza l'aiuto dei fantasmi. James sfida Miles a un duello di arti marziali, e questo rappresenta un problema perché a causa della natura fantasma di Miles lui è intangibile e quando James si renderà conto di non poterlo toccare capirà che è un fantasma. Taylor per aiutare il suo amico, convince James a combattere con gli occhi bendati, poi la ragazza si lascia colpire da James facendogli credere di aver colpito Miles, così che James non si accorga di nulla. Durante la partita Frankie è agitatissima, Louie prova ad aiutarla prendendo possesso di lei, ma senza suo padre combina un disastro prendendo possesso della mascotte della squadra. Michelle decide di esonerare la figlia dal prendere parte alla partita, ma Frankie capisce che deve almeno provare ad andare fino in fondo, e con tutto il suo coraggio riesce a segnare il punto della vittoria venendo acclamata da tutti. Miles capisce che essere un ragazzo normale è più difficile di quanto pensasse, e per evitare problemi di sorta con James decide di non frequentarlo più dicendogli che la sua permanenza a New Orleans è solo temporanea, ma comunque è ugualmente contento perché ha già una persona amica con cui passare le giornate, ovvero Taylor.

## Il babysitter fantasma

### Trama
A causa di un impegno lavorativo Michelle deve assentarsi per un po' ma non ha un babysitter per Louie e Frankie, perciò Miles si offre volontario riuscendo a far fare i bravi ai due bambini, contro la loro volontà, usando i suoi poteri, contro cui quelli di Louie non possono opporsi essendo Miles un fantasma enormemente più potente di lui. Michelle al suo ritorno è così impressionata che affida ufficialmente a Miles il compito di babysitter. Taylor si è presa una cotta per il suo compagno di scuola Warren e quando lui le dice che non ha un'accompagnatrice per il Ballo del Giglio lei si propone per fargli da partner strappandogli così un appuntamento. Michelle, intenta a insegnare alla figlia qualche passo di danza, si fa male alla caviglia e quindi va a farsi visitare da un medico lasciando a Miles il compito di badare a Louie e Frankie. Warren va a casa delle Hathaway per provare con Taylor il Louisiana Mambo, infatti Taylor capisce di aver equivocato e che il Ballo del Giglio non è solo una festa ma una gara di ballo giovanile di alto livello che Warren vuole vincere. Taylor non ha idea di come si balli il Louisiana Mambo ma fortunatamente Ray, che si rivela un ottimo ballerino, le dà delle lezioni. Frankie e Louie, stufi di dover sottostare a Miles, consultano il libro fantasma scoprendo che uno spettro con il suo soffio può togliere i poteri a un altro spettro intrappolandolo in un contenitore, quindi Louie usando il suo soffio sigilla Miles in una bottiglia di latte. Frankie e Louie fanno baldoria alla pasticceria poi arriva Michelle che regala loro dei brownies, Frankie ne mangia uno salvo poi scoprire che sua madre li aveva preparati con il latte della bottiglia dove avevano sigillato Miles. Frankie e Louie sono disperati, infatti la bambina è convinta di aver mangiato Miles, ma in realtà sono caduti vittime dello scherzo di Michelle e Miles, infatti quest'ultimo era fuggito dalla bottiglia poco dopo che lo avevano sigillato in quanto con il soffio fantasma è impossibile sigillare uno spettro in una bottiglia. Dopo aver preparato a dovere Taylor per il Ballo del Giglio, Ray accompagna la ragazza all'evento dove Warren la starà aspettando, benché Ray trovi scortese da parte del ragazzo non essere venuto lui direttamente a prendere Taylor a casa sua. Come se non bastasse scoprono che è venuto al Ballo del Giglio con un'altra ragazza senza avere la decenza di dirglielo, infatti ha preferito sostituire Taylor con un'altra partner avendo avuto il sentore che lei non sapesse ballare. Taylor capisce che è la cosa migliore avendo compreso subito che razza di ragazzo è veramente Warren, però Ray non tollera il modo in cui ha mancato di rispetto alla ragazza e quindi con i suoi poteri manipola Warren facendogli fare una figura ridicola durante l'esibizione. Taylor apprezza il gesto benché sia delusa dal fatto che con tutta la fatica per imparare a ballare non potrà mettere a frutto il suo lavoro, ma Ray le fa notare che ci sono altri ragazzi al Ballo del Giglio che sicuramente vorranno ballare con lei; Taylor però lo chiede a Ray, l'uomo migliore che conosce, e i due si mettono a ballare sulla pista, anche se nessuno può vedere Ray e dunque agli occhi di tutti Taylor dà l'impressione di ballare da sola, ma nonostante tutto si diverte tantissimo.

## Louie e Tammy

### Trama
Dato che le Hathaway e i Preston dividono la stessa casa decidono di fare spazio vendendo un po' della loro vecchia roba al mercatino dell'usato, intanto Ray aiuta Louie nelle possessioni fantasma di oggetti inanimati, che sono molto più difficili delle possessioni delle persone. Louie prova a prendere possesso di un melone ma la cosa non va a buon fine e Ray capisce che suo figlio non è ancora pronto per questo vietandogli di prendere possesso di oggetti inanimati senza la sua supervisione. Louie però, andando contro il volere di suo padre, prende possesso dell'orsacchiotto di Taylor, Tammy l'infermiera, purtroppo paga a caro prezzo la sua bravata infatti non riesce a uscire dall'orsacchiotto non potendo nemmeno usare i suoi poteri. Louie e Frankie cercano di gestire la faccenda senza che Ray lo venga a sapere per evitare di farlo arrabbiare, purtroppo Michelle, ignorando che Louie si trovi dentro Tammy l'infermiera, vende l'orsacchiotto a Penelope Pritchard, compagna di classe di Frankie, una bambina viziata che ama collezionare bambole e peluche. Frankie si vede costretta a rivelare tutta la verità a Miles e Taylor, quest'ultima rivuole Tammy l'infermiera essendo ancora molto legata all'orsacchiotto, quindi lei e la sorella vanno a casa di Penelope mentre Miles rimane lì a coprirle con i loro genitori. Per entrare a casa di Penelope, Frankie decide di prendere il tè con lei e le sue bambole (malvolentieri) mentre la distrae, così Taylor cerca di riprendersi Tammy l'infermiera e Louie. Quest'ultimo si sente un incapace ma Taylor gli spiega che per diventare un buon fantasma deve solo fare pratica perché anche lei ha fatto molti disastri prima di diventare una brava ginnasta. Con queste parole Louie trova la forza di uscire da Tammy l'infermiera poi lui, Taylor e Frankie se ne vanno, e nonostante Taylor fosse ancora affezionata all'orsacchiotto decide di lasciarlo a Penelope capendo che in realtà era solo l'incolumità di Louie che le stava a cuore. Purtroppo Ray e Michelle scoprono tutto quanto e li mettono in punizione per due settimane, ma Miles è comunque contento perché questa è la loro prima punizione come famiglia.

## Il cane fantasma

### Trama
È la vigilia del compleanno di Taylor, e Miles è entusiasta all'idea che i Preston e le Hathaway festeggino il loro primo compleanno insieme, ma non appena accenna la cosa a Taylor lei scappa scoppiando a piangere. Michelle e Frankie gli spiegano che lei odia il giorno del suo compleanno, tutto ebbe inizio al suo decimo compleanno quando Michelle le comprò il cane che lei tanto desiderava, ma scoprì di essere allergica al pelo di cane e furono costrette a darlo via, e Taylor passò tutta la notte a piangere. Miles, non accettando che la sua migliore amica odi il suo compleanno solo per via di un'esperienza spiacevole, le regala un cane fantasma di nome Bau, che non provoca nessuna allergia in lei. Taylor lo adora, infatti Bau è gentile, e decide di cambiare idea festeggiando il compleanno con la madre, la sorella e i Preston. Taylor passa una piacevole giornata con Bau, ma Miles scopre che il sedicente cane fantasma è falso e ipocrita, infatti si finge gentile con Taylor ma poi parla male di lei alle sue spalle, infatti cercava solo un tetto sulla testa. Bau lascia la casa delle Hathaway dato che si era stufato di vivere lì. Miles per non rovinare la festa a Taylor si trasforma in Bau, ma la ragazza alla fine si accorge di tutto. Miles le racconta la verità, e benché ci rimanga male ringrazia l'amico perché per merito suo per la prima volta dopo tanto tempo ha festeggiato il suo compleanno senza piangersi addosso decidendo di continuare a festeggiarlo con la famiglia.

## Un talento innato

### Trama
Michelle si occuperà, in veste di regista, della recita scolastica di Frankie, con lei come protagonista, ma dato che non ha molta fiducia nelle capacità della madre, e non volendole dare un dispiacere con un rifiuto, finge di infortunarsi trovando una scusa per non partecipare alla recita. Inoltre Frankie fa un dispetto a Louie convincendo sua madre a dare a lui la sua parte come protagonista spacciandolo per uno studente privatista, infatti benché sia un fantasma invisibile, tutti potranno vederlo dato che indosserà il costume e potrà far sentire la sua voce. Mentre Michelle è indaffarata con la recita, dà a Taylor e Miles il compito di gestire la pasticceria, i due insieme se la cavano bene, ma poi iniziano a litigare dato che ciascuno dei due pensa di essere più bravo dell'altro negli affari, e visto che non riescono ad andare d'accordo, Ray propone una sfida dove tutti e due gestiranno una metà del Torte al quadrato, e vincerà chi guadagnerà più soldi. Purtroppo la cosa prende una brutta piega, infatti intenti a farsi dei dispetti, entrambi finiscono per non incassare nulla. Frankie, esonerata dalla recita, gioca con i videogame di Louie superando i suoi record, mentre il piccolo fantasma, che all'inizio aveva accettato malvolentieri di prendere parte alla recita, si guadagna la simpatia degli altri studenti e l'ammirazione di Michelle. Frankie diventa gelosa, e il giorno della recita lei sabota tutto; Louie rivela a Michelle che sua figlia aveva inscenato l'infortunio. Frankie ammette che era gelosa delle attenzioni che Louie riceveva dalla madre, Louie le spiega che pure lui si sente sminuito da Frankie quando lei batte i suoi record ai videogiochi, quindi la ragazza si scusa con l'amico. Michelle fa capire a sua figlia che se non voleva prendere parte alla recita bastava solo dirglielo, comunque a modo suo è orgogliosa sia di Frankie che di Louie.

## L'intervista magica

### Trama
Frankie desidera entrare in una prestigiosa quanto esclusiva scuola privata, e la preside Elinor rimasta molto colpita dal suo saggio, ispirato a Louie, decide di andare a casa delle Hathaway per conoscere Frankie. Ray è raffreddato quindi non è in buone condizioni, mentre Taylor è felicissima dato che, ora l'hanno eletta capitano della squadra di atletica, verrà intervistata al giornale della scuola. Taylor si arrabbia con Miles, il quale è venuto a trovarla a scuola, accusandolo di essere invadente. Quando la preside Elinor va a trovare Frankie a casa sua, Louie, che in un primo momento si sentiva onorato di essere il protagonista del saggio di Frankie, si sente ferito quando lei lo descrive come un fantasma buono a nulla. Fuori di sé dalla rabbia spaventa la preside Elinor con i suoi poteri e lei scappa via. Il giornalista che deve intervistare Taylor, senza nemmeno presentarsi a lei, le mette le parole in bocca, facendola apparire come una ragazza odiosa. Taylor chiede aiuto a Miles ma lui trova inopportuno che lei si rivolga all'amico dopo che gli aveva chiesto di non mettere sempre naso nella sua vita. Louie fa notare a suo fratello che effettivamente è invadente, tra l'altro Miles spiega a Louie che lui non ha letto tutto il saggio di Frankie dove, a dispetto di tutti i difetti di Louie, lo descrive come un eroe determinato che non si lascia mai scoraggiare. Michelle convince la preside Elinor a tornare da loro, e Ray propone di giustificare tutte le cose che prima l'avevano terrorizzata con la scusa che fossero solo giochi di prestigio da parte di Frankie, che Ray con i suoi poteri di fantasma replicherà, ma dato che a causa della febbre non riesce nemmeno a stare sveglio, ci pensa Louie con i suoi poteri a far fare all'amica una buona impressione, e i due si riappacificano. Miles va alla scuola di Taylor e impedisce al giornalista di screditarla davanti agli altri studenti. Taylor oltre a ringraziarlo, si scusa con lui, ma Miles ammette che aveva ragione lei e che deve imparare a rispettare gli spazi degli altri, anche se Taylor è dell'opinione che ormai sono una famiglia e che è naturale dunque mettere un po' naso nelle
faccende altrui.

## Halloween a casa Hathaway

### Trama
Louie è contento come non mai perché è il giorno di Halloween, ma scopre che contrariamente alle altre volte in cui il piccolo fantasma si divertiva a terrorizzare la gente, questa volta dovrà comportarsi bene perché Taylor organizzerà una festa in casa, a Ray e Miles viene dato il compito di intrattenere gli ospiti con qualche trucco, inoltre Michelle verrà intervistata dalla TV locale come imprenditrice, benché le sue figlie pensino che sia una pessima idea dato che davanti alle telecamere si agita sempre rendendosi ridicola. Louie è deluso sentendosi privato della sua festa preferita, poi Frankie vede Miles uscire dallo specchio della soffitta di ritorno dal mondo degli spettri, infatti Miles le spiega che lo specchio è il portale che fa da tramite tra il mondo mortale e quello dei fantasmi. La giornalista si presenta al Torte al quadrato per intervistare Michelle e, com'era prevedibile, davanti alla telecamera si agita dicendo sciocchezze. Louie, desideroso di divertirsi terrorizzando tutti nonostante i rimproveri del padre, trova un annuncio sul giornale, uno spettro di nome Glenda che offre di suoi servigi per terrorizzare case, dunque Louie la evoca disegnando una porta rossa sul portale per il mondo fantasma. Glenda fa la sua apparizione, e nonostante il suo aspetto da semplice e innocua ragazza, lei è un fantasma di 10º livello, pericolosa e noncurante dell'incolumità altrui, infatti vuole sbarazzarsi delle Hathaway. Louie non ci mette molto a capire che ha fatto uno sbaglio a rivolgersi a lei, infatti Glenda intrappola nel portale Ray e Miles, inoltre spaventa gli amici di Taylor che provano a scappare dalla pasticceria dove prosegue la disastrosa intervista di Michelle, ma Glenda impedisce la fuga. Ray si sente in colpa per aver privato di Louie delle sue tradizioni festive riconoscendo che convivere con le Hathaway è difficile, e di certo lui non vuole che i suoi figli facciano dei sacrifici, ma Miles gli dice che a dispetto di tutto lui è contento. Louie chiede aiuto a Frankie, e mentre Glenda in pasticceria prende possesso di Michelle terrorizzando gli amici di Taylor e la giornalista, grazie e Frankie, con un diversivo Louie riesce a rubare a Glenda la chiave con cui liberare il padre e il fratello dal portale. Ray è furioso con Glenda che si è accanita sia con i suoi figli sia con le Hathaway, ovvero con tutta la sua famiglia; quindi combina i suoi poteri con quelli di Louie e Miles e i tre intrappolano Glenda in un vortice, infine Louie la bandisce da casa Hathaway. Louie si scusa con Taylor e Michelle, ma in realtà non sono arrabbiate, al contrario la festa di Taylor è stata un successo visto che i suoi compagni di scuola hanno pensato che le magie di Glenda fossero solo un gioco di intrattenimento, inoltre nel putiferio la videocamera con cui è stata intervistata Michelle è andata distrutta e quindi lei si è salvata dal fare una figuraccia. Louie si è divertito affermando che è stato il miglior Halloween di sempre.

## A cena col preside

### Trama
Mentre Taylor prepara dei biscotti per Miles il forno si guasta, e Louie propone di farlo riparare a suo padre dato che Ray a quanto pare è piuttosto bravo nei lavori manuali. Frankie e Taylor notano che Michelle è molto amichevole con il preside della scuola, e sospettano una possibile relazione amorosa tra loro, o peggio che lui voglia sposarla. I due vanno a cena in un ristorante, Taylor, Frankie e Miles li seguono, le ragazze non sono d'accordo all'idea che il preside diventi il loro nuovo patrigno, anche Miles è spaventato temendo che se si sposassero le Hathaway si trasferirebbero. Miles prende possesso di Michelle facendole fare una brutta figura con il preside, inoltre viene spaventato dal serpente che Taylor e Frankie avevano portato allo scopo di terrorizzare l'uomo. Michelle spiega ai tre che hanno equivocato: il preside voleva solo assegnarle il catering per le feste scolastiche e si stavano accordando per la caparra, con la quale Michelle avrebbe portato le ragazze a divertirsi organizzando una settimana bianca, ma ora con la brutta figura che le hanno fatto fare l'affare è saltato, rimproverando le sue figlie perché avrebbero dovuto parlarne con lei fin dall'inizio. Ray prova a riparare il forno ma a dispetto della sua fama non ne combina una giusta, Louie capisce che lui in realtà non è portato per i lavori manuali, infatti Ray si limita a comprare un altro forno ammettendo che tutte le volte si guastava qualcosa si limitava a ricomprarne un'altra all'insaputa del figlio. Louie non è deluso, al contrario, è felice nell'apprendere che suo padre in fondo è un pasticcione come lui non dovendo sempre lottare per essere alla sua altezza.

## La biscottiera di Michelle

### Trama
Michelle riceve come regalo dalla sorella una biscottiera, intanto Frankie, che non ha nessuno con cui passare il suo tempo, su consiglio della madre, prova a divertirsi con Miles, e quando i due usano la catapulta in miniatura costruita dalla bambina, rompono la biscottiera di Michelle. Benché Miles sia dell'opinione che la cosa migliore sia quella di dire tutta la verità a Michelle, Frankie preferisce coprire tutto, comprando una biscottiera identica. Taylor si prepara a dare lezioni di francese a Todd, un ragazzo che le piace e che verrà a casa sua per le ripetizioni, ma contemporaneamente Louie ospita un suo compagno della scuola di fantasmi, Teddy Munroe, a casa sua per una giornata di giochi con un fantasy-game, ma Teddy non presta nessuna attenzione all'amico dopo aver conosciuto Taylor della quale si infatua. Nonostante la ragazza si senta lusingata, chiede aiuto a Ray per scoraggiare il suo giovane spasimante, infatti Ray con i suoi poteri altera l'aspetto di Taylor facendola sembrare orribile, ma Teddy non si cura della cosa avendo completamente perso la testa per lei. Quando però Taylor deride il loro fantasy-game Teddy finisce col detestarla, e finalmente Taylor se lo toglie di dosso, ma quando Todd arriva a casa e la vede con quell'aspetto, scappa via. Miles e Frankie vanno in un negozio per comprare una biscottiera uguale a quella distrutta, ma è troppo costosa, poi un uomo la compra e loro lo convincono a raggiungerli in pasticceria per avere la biscottiera in cambio di qualche torta gratis, ma Michelle scopre tutto e mette in punizione Miles e Frankie, spiegando loro che comunque quella biscottiera non aveva nessun valore per lei dato che ne ha già tantissime, tutte ricevute come regalo. Comunque nonostante non sia finita bene Frankie e Miles ammettono di essersi divertiti insieme.

## In campeggio coi fantasmi

### Trama
Ray si prepara per l'annuale campeggio con Miles e Louie, inoltre invita le Hathaway a prendervi parte. Frankie ne sarebbe felicissima, inoltre Miles fa notare a Michelle che Taylor è troppo attaccata al cellulare e che un'esperienza all'aperto senza tecnologia le farebbe bene. Le Hathaway e i Preston vanno quindi in campeggio insieme, ma quando Louie disubbidisce al padre aprendo insieme a Frankie il canotto in soggiorno, vengono puniti dai loro genitori, costretti quindi a rimanere a casa mentre gli altri vanno nel bosco in campeggio. Ray chiama una babysitter fantasma, Rosaline, che si occuperà di Frankie e Louie, mentre Taylor è disperata odiando l'idea del campeggio senza il cellulare che sua madre ha vietato. Louie cerca di andare in campeggio di nascosto prendendo possesso di un pallone, ma quando Ray se ne accorge prende pure lui possesso del pallone insieme al figlio per dargli una lezione, ma il fatto che gli spiriti di due fantasmi prendono possesso contemporaneamente dello stesso oggetto ha brutte conseguenze, infatti senza volerlo si scambiano i corpi. Quindi Louie, nel corpo di Ray, va in campeggio con Michelle, Miles e Taylor, mentre Ray intrappolato nel corpo di Louie subisce il castigo al posto del figlio, infatti nessuno crede alla storia dello scambio di corpi e come se non bastasse Rosaline mette a Ray delle muffole speciali che bloccano i suoi poteri. Mentre gli altri fanno campeggio, Miles, Taylor e Michelle notano che c'è qualcosa di strano nel comportamento di "Ray" poi arriva un orso all'accampamento, e tutti si mettono al sicuro su un albero, purtroppo dato che Michelle aveva insistito per non portare i cellulari non possono chiamare i soccorsi. Alla fine Louie confessa la verità, e per mettere in salvo gli altri attira l'attenzione dell'orso mentre Miles, Taylor e Michelle scappano. Ray, dopo aver convinto Frankie che lui non è Louie, distrae Rosaline permettendo a Frankie di prendere il libro dei fantasmi e consultando le pagine scopre che i due fantasmi, in caso di scambio di corpi, devono ripossedere contemporaneamente lo stesso oggetto deve era avvenuto lo scambio, ovvero il pallone. Michelle, Taylor, Miles e Louie ritornano a casa, quest'ultimo dopo aver fatto le doverose scuse al padre, ammette che essere adulti è difficile, ma anche Ray capisce che i bambini dovrebbero essere ascoltati più spesso. I due dopo aver preso possesso insieme del pallone tornano nei loro corpi.

## Il battello fantasma

### Trama
Frankie partecipa a una gara, una mostra storica di New Orleans, e lei e Louie costruiscono un battello in miniatura, comunque non prendono molto sul serio la competizione, per loro è solo un gioco infatti sanno che non vinceranno, l'intento è solo quello di farsi quattro risate. Tutto cambia quando Frankie scopre che pure l'odiata Penelope, la sua compagna di scuola, partecipa alla gara, e lei si diverte subito a sminuire la giovane Hathaway, informandola tra l'altro che per il vincitore è previsto un premio speciale: un viaggio a New York in un hotel di lusso. Frankie cambia idea e decide di prendere sul serio la gara, e vincere il viaggio a New York per andare a trovare i suoi vecchi amici. Blair, un'amica di Taylor, la invita a venire a vedere insieme a lei l'anteprima a mezza notte di un film al cinema, ma sapendo che sua madre non le darà mai il permesso visto l'orario, Blair le suggerisce di chiederlo al padre visto che sono più manipolabili. Dato che Michelle aveva detto a Taylor di vedere Ray come un'autorità paterna, lo chiede a lui dopo averlo lusingato con dei complimenti, ottenendo il permesso. Michelle si arrabbia con Ray, tra l'altro non può proibire alla figlia di andarci dato che è stata proprio lei a spingerla a rispettare Ray come un genitore, poi i due capiscono che Taylor li ha manipolati entrambi. All'anteprima al cinema, Michelle e Ray danno una lezione a Taylor umiliandola davanti a tutti, costringendola a tornare a casa. Frankie, avendo capito che con l'aiuto di Louie non vincerà la mostra, si rivolge a Miles che si rivela un esperto di nautica e imbarcazioni, e insieme costruiscono un bel battello, ma Louie si sente escluso e ci rimane male. Miles invita Frankie a non essere troppo severa nel giudicare Penelope perché la ragione per cui probabilmente è competitiva e vanitosa, è per compensare l'assenza di amici. Frankie capisce che non vuole vincere sacrificando la sua amicizia con Louie, quindi lei e Miles fingono un litigio, poi Frankie si presenta alla mostra con Luoie e il battello che hanno costruito insieme. Penelope senza volerlo aziona il motore del modello del battello di Frankie che va a sbattere contro il modello di Penelope, la quale si lamenta del denaro che le era costato, ammettendo quindi di aver barato dato che i modelli dovevano essere costruiti dai partecipanti, venendo quindi squalificata. Naturalmente nemmeno Frankie e Louie riescono a vincere, ma nonostante Frankie non possa tornare a New York per rivedere i suoi vecchi amici, può sempre contare sull'amicizia di Louie, avendo capito che un amico è il premio migliore.

## La pasticceria stregata

### Trama
Il Torte al quadrato sta attraversando un momento difficile, infatti la concorrenza è spietata, il pasticcere Big Ronnie ha aperto una pasticceria che rischia di rovinarle gli affari. Il preside della scuola di fantasmi si lamenta con Ray perché i suoi figli non danno il meglio di loro a scuola, ad esempio Louie ha del potenziale ma è dispersivo e non rende bene nelle materie mentre Miles non prova alcun interesse nel spaventare essendo una persona fin troppo buona e di animo allegro. Michelle si assenta dal lavoro lasciando la pasticceria nelle mani di Taylor, che a causa di una sua distrazione, non si accorge che il loro concorrente in affari, Big Ronnie, travestendosi da anziana donna, ruba il ricettario di Michelle. Taylor non può dirlo a sua madre perché finirebbe col rimproverarla dato che la pasticceria era sotto la sua supervisione. Louie propone di dare una lezione a Big Ronnie ma Miles convince Taylor e Frankie a usare il dialogo come prima scelta, quindi vanno dalla concorrenza e gli chiedono la restituzione del ricettario in cambio dimenticheranno l'accaduto. Ma Big Ronnie non intende esaudire la loro richiesta e senza peli sulla lingua spiega alle sorelle Hathaway che metterà in pratica le ricette di Michelle con i suoi macchinari rivendendole a metà prezzo così il Torte al quadrato andrà in fallimento e lui lo ricomprerà trasformandolo in un ufficio. Louie prova a spaventarlo con i suoi poteri ma non ci riesce, poi chiedono aiuto a Ray che vede questa come un'occasione per insegnare a Miles come spaventare, ma lui non se la sente. Taylor e Frankie tornano da Big Ronnie accompagnate da Ray e Louie, ma l'uomo aveva già capito che le Hathaway potevano contare sull'aiuto dei fantasmi quindi si rivolge a Madame Labuef che con i suoi poteri intrappola Ray e suo figlio in una specie di aspirapolvere. Interviene poi Miles, che aveva preso possesso di Frankie senza che lei se ne rendesse conto; per prima cosa libera il padre e il fratello, poi con i suoi poteri terrorizza Big Ronnie e i suoi clienti che scappano dalla pasticceria, infine Miles intima Big Ronnie di lasciare New Orleans e di restituire a Taylor il ricettario. Il Torte al quadrato è salvo, anche se Michelle mette in punizione la figlia per quello che è accaduto sequestrandole per una settimana il cellulare, spiegandole che comunque può sempre confidarsi con lei anche sulle questioni difficili. Ray dice a Miles che è orgoglioso di lui, ma non per aver spaventato Big Ronnie, ma per aver protetto la sua famiglia, infatti anche se a Miles non piace spaventare non permetterebbe mai a nessuno di prendersela con le persone a lui care. Ray ammette che Miles, anche se alle volte non è un buon fantasma, resta sempre un bravo figlio.

## Il fratello che vorrei

### Trama
Miles monta sulla porta della soffitta un citofono con una melodia che Louie trova insopportabile. Louie vorrebbe un fratello maggiore con più carattere, poi Frankie prova a ipnotizzare Louie convincendolo a essere un fantasma spaventoso e cattivo, ma senza volerlo ipnotizza Miles, che inizia a comportarsi male, spaventando i clienti del Torte al quadrato. Louie è felice dato che Miles è diventato il fratello che ha sempre voluto, ma le cose prendono una brutta piega quando Miles inizia a prendersela con Frankie, Ray e anche con lo stesso Louie. Quest'ultimo capisce di rivolere indietro suo fratello, intanto Taylor e la sua amica Emma partecipano a un talent show, ma Miles spaventa Emma che viene sostituita da Michelle. Louie e Frankie cantano la canzone del citofono che Miles aveva montato, e lui sentendo la canzone ritorna in sé, e Louie lo abbraccia.

## Operazione: fattorino

### Trama
Frankie e Louie orchestrano uno scherzo per il fattorino, ma alla fine è Michelle a essere vittima della loro bravata. Ray e Michelle sono stufi delle loro marachelle, però mentre Ray dà la colpa a Frankie, Michelle accusa Louie di avere una pessima influenza sulla figlia, quindi decidono di allontanarli l'uno dall'altra, almeno per un po'. Miles nota che Taylor gli nascondeva qualcosa dentro al suo zaino e mosso dalla curiosità fruga nello zaino dell'amica trovano una lettera da una scuola della Virginia che le propone di unirsi alla loro squadra di atletica stupiti dal suo talento, ma ciò comporterebbe un trasferimento, e Miles, non volendo separarsi dall'amica, decide di intervenire intuendo che se la squadra di Taylor iniziasse a vincere lei non si trasferirebbe. Louie e Frankie danno la colpa l'uno al genitore dell'altra, e questo li porta a litigare, decidendo quindi di non essere più amici. Entrambi si fanno nuove amicizie: Frankie si fa amico un appassionato di pietre di nome Chester, invece Louie un bambino che è la sua copia sputata, Louie B, ma entrambi sono tristi perché i loro nuovi amici sono noiosi. La squadra di Taylor è in procinto di perdere ancora per colpa di Emma dato che è un'imbranata, ma Miles prende possesso di lei facendole fare delle ottime esecuzioni, così la squadra dell'amica vince, ma Emma diventa troppo piena di sé sminuendo le sue compagne e sfidando Taylor per il titolo di capitano. Miles dà per scontato che Taylor sia felice della vittoria ma per lei non ha senso vincere se Emma poi non si comporta da amica togliendo tutto il divertimento. Durante la sfida Taylor capisce che era stato Miles a far vincere a Emma la gara, e lui ammette di aver trovato la lettera della scuola della Virginia che nascondeva nello zaino e che non voleva che se ne andasse. Taylor gli spiega che ha equivocato e che nello zaino nascondeva un papillon luminescente che voleva regalare a Miles, per quanto riguarda quella lettera ne riceve in continuazione di quel genere ma non le prende mai sul serio. Emma, senza Miles, fa una brutta figura rischiando anche di farsi male, ma alla fine Taylor la perdona e le due amiche fanno pace. Michelle e Ray hanno capito di aver sbagliato a separare Louie e Frankie perché hanno bisogno l'uno dell'altra, quindi li spingono a fare uno dei loro scherzi al fattorino, riuscendo nell'impresa, e i due si riconciliano tornando a essere amici.

## La divina Frankini

### Trama
Frankie non vede l'ora di cimentarsi con Taylor nella loro tradizione annuale, il "Torta Schifo" dove entrambe cucineranno delle orribili torte che saranno costrette a mangiare. Ma Taylor che non prova più interesse per queste cose, informa la sua sorellina che ha altri progetti, infatti lei e le sue amiche organizzeranno un concerto di beneficenza al Torte al quadrato dove si esibirà il giovane cantante Skyler McPiece. Frankie, sentendosi tradita, decide di dare una lezione a Taylor e fingendosi una veggente, la "divina Frankini", fa credere a Skyler che Taylor gli porterà sfortuna, infatti in vicinanza della ragazza Louie su richiesta dell'amica ne combina di tutti i colori a Skyler che scappa via da Taylor terrorizzato. Il concerto di beneficenza quindi non si farà, ma Frankie non è contenta vedendo Taylor che viene rimproverata dalle amiche. Miles vuole fare colpo su una ragazza di nome Wendy, ma non avendo molta esperienza chiede consiglio a Michelle che si rivela entusiasta all'idea che il ragazzo faccia affidamento su di lei, almeno fino a quando Miles non scopre che a Wendy piace spaventare la gente. Non accettando la cosa, Miles decide di non frequentarla più, ma Michelle gli impone di darle una seconda possibilità, però Ray fa capire a Michelle in maniera indiretta che lei è ben consapevole che Wendy non è la ragazza giusta per Miles ma che sente solo l'esigenza di sentirsi indispensabile per qualcuno specialmente ora che Taylor non si rivolge più a lei per chiedere consiglio sui ragazzi. Michelle capendo di voler bene a Miles come a un figlio gli dice che non deve frequentare Wandy se non lo vuole dato che non è la ragazza adatta a lui. Frankie pentita per quello che ha fatto va con Louie nell'albergo dove alloggia Skyler, e Louie senza volerlo prende possesso di lui, e Frankie lo convince a prendere parte al concerto nel corpo del giovane musicista, ma Louie sul palco fa una pessima figura, e Taylor non ci mette molto a capire che Louie e Frankie ne hanno combinata una delle loro. Frankie confessa tutto quello che ha fatto, e Taylor comprende quanto fosse importante per lei il Torta Schifo, infatti le due sorelle oramai sono sempre più distanti emotivamente e il Torta Schifo era diventata l'unica cosa che facevano insieme, una tradizione legata a bei ricordi. Taylor e Frankie si abbracciano, e riprendendo la tradizione cucinano delle torte disgustose che poi iniziano a mangiare con Louie come giudice.

## L'ospite inatteso

### Trama
Il capitano della squadra di football del liceo di Taylor per il quale lei ha una cotta, Connor McTigue, viene al Torte al quadrato con i suoi compagni di squadra, Taylor e Michelle origliano la loro conversazione scoprendo che cercano un posto dove festeggiare per il dopo-partita. Michelle propone ai ragazzi il Torte al quadrato, e questo gioverebbe agli affari mentre Taylor guadagnerà popolarità a scuola. Ray è spaventato perché suo padre, Duke, un fantasma di 12º livello, farà una breve tappa a casa loro per poi raggiungere i suoi amici a una battuta di pesca. Ray è sempre stato timorato di suo padre, un uomo molto severo, tanto che in sua presenza non controlla nemmeno i suoi poteri facendo dei pasticci, Ray spiega alle Hathaway che prima che si trasferissero in questa casa era Duke il fantasma che la infestava e poi lui l'ha lasciata a Ray nella speranza che lui cacciasse via ogni umano da lì, e andrebbe su tutte le furie se scoprisse che non solo il figlio e i nipoti non stati capaci di proseguire la tradizione, ma che addirittura convivono con delle umane. Le Hathaway fanno tenere presente che non è necessario che Duke sappia la verità, basterà che lui non venga a saperlo, ma dato che la loro roba è in giro per la casa si insospettirebbe, dunque le Hathaway fingeranno di essersi appena trasferite lì e i Preston dovranno fingere di terrorizzarle spingendole ad andarsene. Non appena Duke arriva, le Hathaway, replicando il giorno del loro primo incontro con i Preston, fingono di avere paura dei fantasmi e scappano. Le cose però prendono una brutta piega, infatti Duke annulla la battuta di pesca e decide di passare tutto il fine settimana con il figlio e i nipoti a casa loro, mentre le Hathaway dovranno dormire nella casa sull'albero di Frankie che lei ha attrezzato con tutti i comfort. Taylor è preoccupata perché la presenza di Duke potrebbe rovinare la festa della squadra di football, ma Ray le promette che Duke starà fuori casa durante la festa dato che lo porterà nel suo jazz-club preferito. Purtroppo le cose non vanno per il verso giusto, infatti Duke torna a casa in anticipo, proprio durante la festa, dato che il jazz-club è stato chiuso per costruire una palestra di pilates. Le Hathaway ora devono fare sì che Duke non si accorga della festa ma è impossibile, infatti il fantasma sente il baccano e decide di terrorizzare gli umani. Ray non ha il coraggio di opporsi a suo padre, Louie gli rivela che pure lui è severo con il figlio, e Ray ci rimane male dato che non ha mai avuto il coraggio di dirglielo fino ad ora, Miles gli fa comprendere che anche Ray deve trovare la forza di affrontare suo padre. Proprio quando Duke si apprestava a spaventare le Hathaway e tutti gli invitati alla festa, viene fermato da Ray che gli spiega che le Hathaway hanno solo finto di avere paura di loro e che convivono insieme, ma soprattutto sono brave persone e che fanno parte della famiglia, aggiungendo che questa ora è casa sua e che spetta solo a lui decidere. Contro ogni pronostico Duke si rivela orgoglioso del figlio che per la prima volta ha avuto il coraggio di tenergli testa, e pur non approvando che convivano con delle umane dà ragione al figlio dato che ora questa è casa sua e spetta a Ray dettare le sue regole. Ray informa Michelle che tutto si è risolto per il meglio e dunque ora lei e le sue figlie possono godersi la festa.

## Agente segreto Ray

### Trama
Nella scuola di Louie è la giornata del lavoro e gli studenti invitano in classe i loro genitori per parlare dei loro impieghi, ma Louie si dà delle arie facendo credere a tutti che suo padre è un agente segreto che combatte le minacce aliene. Ray si arrabbia con suo figlio per la bugia, ma Michelle sottolinea la sua ipocrisia facendogli notare che pure Ray mente ai suoi amici non avendo detto loro che convive con le Hathaway dato che per i fantasmi sarebbe motivo di imbarazzo. Ray salva suo figlio da una figuraccia a scuola fingendosi un agente segreto mentre Miles si traveste da aliene e suo padre finge di sconfiggerlo davanti a tutti. Intanto Michelle scopre che Clay Bannister non se la sta passando molto bene, sua madre, che è pure la direttrice della rivista dove lavorava, lo ha licenziato dopo lo scherzo che gli fece Ray ritenendolo un bugiardo dato che non crede alla sua affermazione che il Torte al quadrato è infestato. Michelle decide di aiutarlo, quindi quando Clay e sua madre vanno a mangiare alla pasticceria, Michelle e le sue figlie con dei trucchi e qualche effetto da palcoscenico, inscenano un'infestazione, e la madre di Clay rivaluta la sua opinione sul figlio non ritenendolo più un bugiardo.

## Il fantasma del bowling

### Trama
Michelle ha dei problemi dato che il Torte al quadrato non attira clienti, quando scopre però che il video rap di Louie e Frankie ha ottenuto molte visualizzazioni guadagnandosi anche dei fan, li convince a esibirsi in pasticceria. Miles, andando contro il volere di Taylor, prova a dare una seconda possibilità alla sua amicizia con James, il ragazzo che ha il dono di vedere gli spettri. La paura di Taylor è quella che James scopra il segreto di Miles e che lo dica a tutti, e lei non vuole diventare lo zimbello della scuola, cosa che accadrebbe se tutti scoprissero che la sua casa è infestata dai fantasmi. Miles però è dell'opinione che merita di avere anche lui degli amici e James praticamente è il suo migliore amico. James rivela a Taylor e Miles che la sua famiglia lascerà a breve New Orleans per trasferirsi in Nuovo Messico dato che il bowling di loro proprietà ha dei problemi, sembra infatti che è infestato da un fantasma. Taylor e Miles scoprono che il fantasma in questione è Ray. Louie e Frankie a causa delle loro divergenze artistiche iniziano a litigare sul palco e la serata al Torte al quadrato si rivela un fiasco; Frankie e Louie decidono di chiudere con il rap e tornano a essere amici, mentre Michelle trova un altro modo per attirare clienti, ovvero una fontana di cioccolato. Ray, che non sapeva che il bowling che lui infestava apparteneva alla famiglia di James, promette che non lo infesterà più, ma a James servirà una prova tangibile che la sala bowling non è più infestata per evitare il trasferimento. Dunque Taylor e Miles si fingono degli acchiappa-fantasmi e "cacciano via" Ray dalla sala bowling. Tutto sembra andare per il meglio, ma James sorprende Taylor e Miles a parlare con Ray, ed equivocando la faccenda si convince che Taylor e Miles non abbiano fatto altro che burlarsi di lui. James si sente umiliato, facendo capire a Taylor che non tutti sono bravi come lei a farsi degli amici, e Miles era l'unico con cui stava bene. Taylor allora confessa la verità a James, ovvero che Miles e suo padre Ray sono fantasmi, e nonostante l'iniziale sconcerto di James lui e Miles decidono di rimanere amici potendo quindi continuare a frequentarsi. Miles apprezza tantissimo il gesto di Taylor che ha compromesso il loro segreto solo per permettergli di continuare a essere amico di James, dicendole tra l'altro che a dispetto di tutto, comunque, è Taylor la sua migliore amica.

## Il club dei giovani fantasmi

### Trama
Conrad, un uomo che afferma di essersi fatto male al Torte al quadrato scivolando su della limonata versata sul pavimento, minaccia di fare causa a Michelle e di toglierle la casa. Miles informa Michelle che Conrad è solo un artista della truffa, infatti lo aveva visto mentre lo stesso Conrad versava la limonata per terra fingendo poi di scivolarci. Ray, Taylor e Miles simulano un processo constatando che Michelle non è capace di reggere lo stress quando le vengono fatte delle domande. Taylor invita Conrad alla pasticceria per riprenderlo con una videocamera nascosta, ma lui, dimostrando di non essere infortunato, distrugge la videocamera, ma Ray lo riprende con il cellulare di Michelle. A Louie viene offerto di entrare in un club molto esclusivo di giovani fantasmi, anche Frankie interessata alla cosa, decide di entrarvi fingendosi un fantasma di nome Frank, impressionandoli con un trucco di prestigio, ma quando scoprono che lei è umana e per giunta una ragazza, si vede costretta a lasciare il club. In tribunale Michelle fa vedere al giudice il video sul suo cellulare, salvo però cancellarlo. Però Ray e Miles si trasformano in mosche e ronzano attorno a Conrad che inizia a dimenarsi dando prova di non essere realmente infortunato, quindi il giudice depone a favore delle Hathaway, così Miles e Ray salvano il Torte al quadrato.

## Il vichingo fantasma

### Trama
Taylor vorrebbe andare al centro commerciale con le sue amiche dove si tiene un concerto, ma non può farlo perché è costretta a fare una ricerca sui vichinghi, dunque chiede a Miles se può portare a casa un vichingo dal mondo fantasma così che possa intervistarlo e fare velocemente una buona ricerca, ma dato che questo è imbrogliare si rifiuta di aiutarla. Louie offre il suo aiuto a Taylor ma lei è incerta dato che è un combinaguai, Louie si lamenta perché le Hathaway si rivolgono sempre a Miles e Ray per questo tipo di faccende non avendo fiducia in lui, quindi per provare il suo valore porta dal mondo fantasma un vichingo per la ricerca di Taylor, Oras l'orribile, che però dimostra un carattere impossibile da gestire, infatti mette a soqquadro la pasticceria, non prestando nemmeno attenzione alle domande di Taylor che non riesce dunque a raccogliere materiale per la ricerca. Miles si vede con una ragazza fantasma di nome Mirabelle che va a trovarlo a casa sua, conoscendo Frankie che non sapendo che lei è la ragazza alla quale Miles è interessato lo descrive come un ragazzo strano dalle passioni insolite. Dopo aver sentito queste parole Mirabelle va via, e quando Frankie capisce il danno che ha fatto, chiede aiuto a Ray, che trasformandosi in Mirabelle si comporta in maniera rozza sperando che Miles non voglia aver più nulla a che fare con lei. La faccenda diventa imbarazzante quando ritorna la vera Mirabelle che dopo aver saputo da Frankie che a Miles piace il colore lilla era andata a cambiarsi d'abito, infatti le parole di Frankie non hanno cambiato la buona opinione che ha di lui, al contrario i due hanno gli stessi interessi. Oras mette sottosopra la pasticceria e Louie rimprovera se stesso, Taylor documentandosi sui vichinghi scopre che Oras era timorato di sua madre, quindi Louie prende possesso di Michelle e rimprovera Oras che se ne va via spaventato. Taylor ringrazia Louie perché per fermare Oras ha dovuto studiare i vichinghi e ora sa come portare avanti la sua ricerca.

## Duello fantasma

### Trama
Louie non viene scelto per la squadra di spavento della sua scuola, mentre il capitano della squadra, King, un ragazzo odioso, esibizionista e pieno di sé, si diverte a umiliare Louie e quelli che come lui che non sono entrati nella squadra. Louie si sente un fallito, quindi Frankie gli propone di usare i suoi poteri per fare delle semplici magie, che solitamente non gli riescono, ma questa volta riesce a eseguirle alla perfezione. Louie ritrova fiducia in sé, ma esagerando come sempre si dà troppe arie sfidando apertamente King davanti a tutta la scuola. Taylor riceve da una cliente una mancia insolita, una moneta portafortuna, e nonostante l'iniziale scetticismo la moneta porta fortuna a tutti: Taylor riceve un appuntamento dal ragazzo che le piace, la torta di Michelle viene accettata per un concorso di culinaria e Miles vince un papillon in un concorso a premi. Tutti e tre però diventano troppo avidi di fortuna non volendo condividere la moneta, litigando per il suo possesso, ma il litigio sfugge al loro controllo e tutti e tre finiscono col vergognarsi avendo dato il peggio di loro, infine Taylor butta via la moneta dalla finestra. Louie si prepara per la sfida, ma Frankie gli rivela che quelle magie erano state fatte da Ray allo scopo di aiutarlo a ritrovare la sua autostima. Ora Louie è nel panico avendo capito che non ha nessuna possibilità di vincere, ma non può tirarsi indietro altrimenti farà la figura del codardo. Louie e King si sfidano al Torte al quadrato davanti ai loro compagni di classe, la sfida consiste nel terrorizzare il rivale con delle trasformazioni. Dopo alcuni round disastrosi per Louie, Frankie gli dà la carica che gli serviva dicendogli che in lui c'è un grande fantasma, alla fine Louie spaventa King trasformandosi in un grosso lupo feroce, e King perde scappando con la coda tra le gambe. Ray che ha assistito alla sfida esprime il suo orgoglio nei confronti del figlio.

## Fantasma Voodoo

### Trama
Taylor chiede a sua madre i soldi per comprare un nuovo tablet, ma lei non acconsente dato che Taylor si stufa facilmente delle cose, proponendole di trovare i soldi in un altro modo. Taylor sorprende Miles e Ray a cucinare un gumbo per la gara di culinaria che mette in palio un premio di 1000 $ che loro due hanno già vinto per due anni di seguito: infatti, nonostante nessuno possa vederli, è sufficiente limitarsi solo a presentare il gumbo. Taylor allettata dal premio, propone a Michelle di partecipare insieme alla gara. Louie, per vendicarsi di Frankie per una sua presa in giro, le versa addosso dello sciroppo. La bambina decide quindi di fargliela pagare, ma non ha idea di come nuocere a un fantasma, mentre Michelle prepara il gumbo, ma Taylor è dell'opinione che serve un ingrediente speciale, qualcosa di esotico, quindi le sorelle Hathaway vanno da Madame Labuef che dà a Taylor un ingrediente che renderà piccante il gumbo, caratteristica apprezzata nelle ricette della Louisiana, mentre a Frankie dà una bambola voodoo con le sembianze di Louie: ogni cosa che Frankie farà alla bambola la sentirà anche Louie. Taylor aggiunge al gumbo della madre l'ingrediente, ma sembra che il gumbo sia diventato eccessivamente piccante, quindi decide di imbrogliare sostituendo il loro gumbo con quello dei Preston. Quando Ray assaggia il gumbo delle Hathaway, credendo fosse il suo, decide di scambiare i due gumbi. Taylor sentendosi in colpa per aver imbrogliato scambia ancora una volta i gumbi, intanto Frankie dà il tormento a Louie con la bambola voodoo, spingendolo a comprarne una anche lui da Madame Labuef, con le sembianze di Frankie. Alla gara di gumbo quello preparato dalle Hathaway, che però Taylor senza saperlo ha scambiato con quello dei Preston, riscuote successo contro ogni pronostico ma sono Miles e Ray a beneficiarne e a vincere il premio in denaro, e anche Michelle in quanto è stata lei a prepararlo, mentre Taylor rimane a bocca asciutta. Louie e Frankie usano l'uno sull'altra le bambole voodoo, ma Frankie lancia contro Louie la sua bambola fondendosi con essa, mentre un procione ruba la bambola di Frankie. Louie la salva e si separa dalla bambola, alla fine Louie ammette che Frankie, con il suo continuare a sfidarlo, lo spinge a impegnarsi a essere un fantasma migliore. Louie e Frankie decidono di non usare più le loro bambole, ma altre con le sembianze di Taylor e Miles dando loro il tormento.